# Montreal Olympique
Montreal Olympique was een Canadese voetbalclub uit Montréal, Quebec. De club werd in 1971 opgericht om te spelen in de North American Soccer League, een professionele voetbalcompetitie voor clubs uit de Verenigde Staten en Canada. De club speelde in de noordelijke divisie, waar slechts vier clubs speelden en in 1973 zelfs drie, en kon geen enkele keer de play-offs bereiken. Na drie seizoenen werd de club opgeheven.

## Seizoen per seizoen
| Jaar | League | W | L  | T | Ptn | Reg. Seizoen           | Playoffs            |
| ---- | ------ | - | -- | - | --- | ---------------------- | ------------------- |
| 1971 | NASL   | 4 | 15 | 5 | 65  | 4de, Northern Division | Niet gekwalificeerd |
| 1972 | NASL   | 4 | 5  | 5 | 57  | 3de, Northern Division | Niet gekwalificeerd |
| 1973 | NASL   | 5 | 10 | 4 | 64  | 2de, Northern Division | Niet gekwalificeerd |

## Bekende spelers
- Clive Charles (1971-1972)
- Graeme Souness